# Eudorylaimus leuckarti
Eudorylaimus leuckarti (syn. Dorylaimus leuckarti) is een rondwormensoort. De wetenschappelijke naam van de soort is voor het eerst geldig gepubliceerd in 1873 door Bütschli.